# Aktogaj (stacja kolejowa)
Aktogaj (kaz. Ақтоғай, ros. Актогай) – węzłowa stacja kolejowa w miejscowości Aktogaj, w rejonie Ajagöz, w obwodzie abajskim, w Kazachstanie. Węzeł Kolei Turkiestańsko-Syberyjskiej (Turksibu) z liniami do Mojynty oraz chińskiego Urumczi. Położona jest na trasie Nowego Jedwabnego Szlaku.